# ホテル・デス・インデス
ホテル・デス・インデス（蘭: Hotel Des Indes）は、オランダ王国の首都デン・ハーグ・ ランゲ・ヴォールハウト通りにある老舗ホテル。かつてはオランダ国王ウィレム3世の政治顧問ヴァン・ブリエネン・ファン・デ・グルーテ・リント男爵の私邸として使用されていた。

## 歴史
1858年にウィレム3世の政治顧問であったウィレム・ティエリーの命を受けた建築家・アーレンド・ルーデンブルクに合計15万ギルダーの資金をかけて、私邸として建てられた宮殿が前身である。内部のロタンダは現在もティーラウンジとして使用されている。1863年に男爵ウィレム・ティエリーの死後、男爵の長男であるアーノルドが私邸を相続したが、数年後に売却。フランス人実業家のフランソワ・パウレスが宮殿を買収した。
ウィレム3世の叔父であるフレデリック王子が改修を施し、1881年5月1日にホテルとして開業。当時としては豪華な造りであったため、貴族の記念式典が催された。1894年にサヴォイホテルの社員であったクリスチャン・ハラーが経営者となる。1899年のハーグ条約締結会議では各国の首脳がホテルを宿泊先として選んでいる。1900年代にエレベータやバスタブなどの近代的な装備が導入された。第一次世界大戦後にホテルは財政難に陥り、ハラーはオランダ政府に売却。オランダ政府が所有者となったものの、管理者はハラーの妻レイであった。
1925年にはジゴロサービスを提供し始める。1931年1月23日、バレリーナのアンナ・パブロワはホテル内の寝室で永眠。同年にホテル内で行われたエンマ王太后の73歳の誕生会で一部の配線が短絡し、3階部分が焼失した。第二次世界大戦中にホテル理事であったアンリ・レイがオランダ軍に誤殺される。ヘンリー・ヴィンケルマン率いるオランダ軍がドイツ軍に降伏すると、ホテルにドイツ軍占領下のオランダ総司令部が置かれた。ホテルの支配人達はホロコーストから逃れたユダヤ人を建物裏で匿った。終戦後の1946年にアンリ・レイの息子であるジャン・ジャック・レイが社長に就任。
1950年代になるとホテル競争が激しくなり、宿泊者数も激減し、再び経営難に陥る。ホテル側はあらゆる再建を試すものの、1971年に一時的に閉業。8年間に渡る全館改装工事で老朽化したセントラルヒーティングの交換や客室とロビーの改修を行った。
1979年にはバス・ブリュワリーの子会社クレスト・ホテルズに所有権が移った。政界の御用達ホテルとして栄え、ホテルはウィム・コック内閣が発足されるきっかけになった。1995年に長年管理を任されていたインターコンチネンタルホテルズが売却を発表。
2002年にル・メリディアンの運営下に入る。2004年には28,000,000ユーロで賄われた大改修が施される。大改修はフランス人建築家のジャック・ガルシアの設計で行われた。
2015年にカナダのウェストモントホスピタリティグループに売却された。現在はザ・リーディングホテルズ・オブ・ザ・ワールドに加盟している。

## 宿泊した著名人
- ローレンス・アルマ＝タデマ[5]

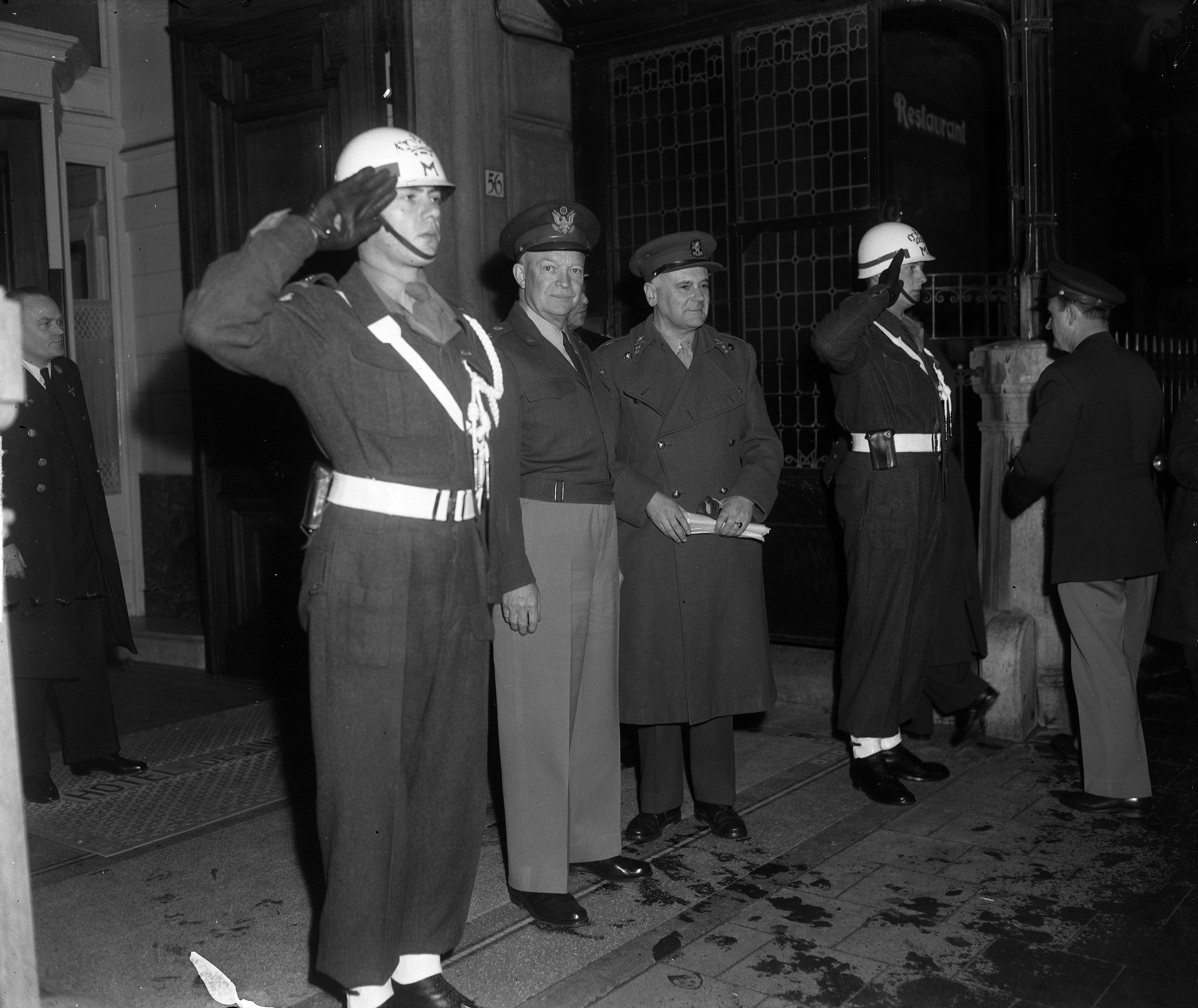
ホテル前に立つドワイト・D・アイゼンハワー（中央、1951年撮影）

- ウジェニー・ド・モンティジョ（ナポレオン3世皇后[6]）
- ファイサル（サウジアラビア国王[7]）
- セオドア・ルーズベルト（アメリカ合衆国大統領）
- ドワイト・D・アイゼンハワー（アメリカ合衆国大統領）
- アンナ・パブロワ（バレリーナ、ホテル内の寝室で死去。）
- オードリー・ヘップバーン（女優、ユニセフ親善大使）[8]

## ギャラリー

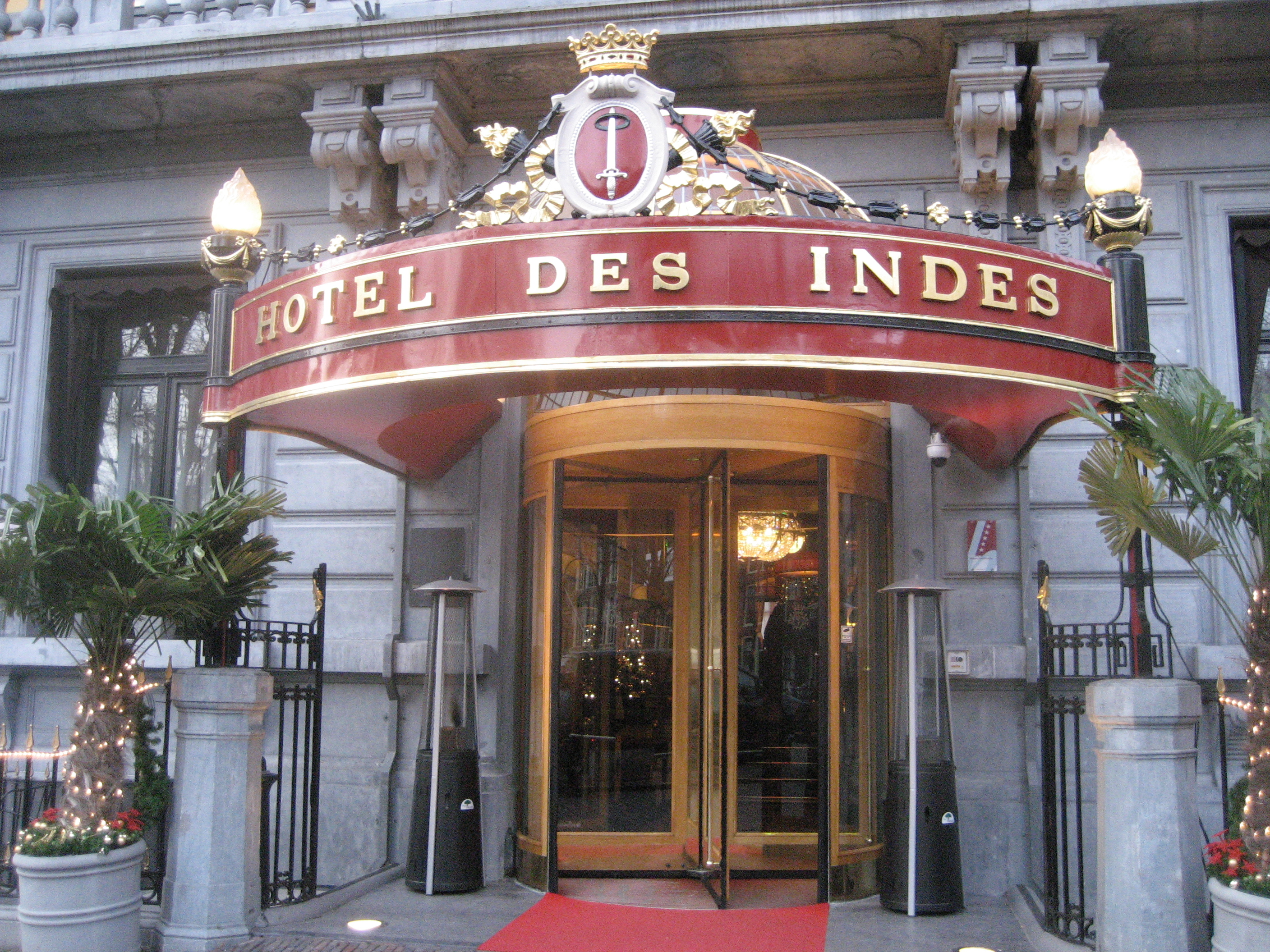
ホテルエントランス
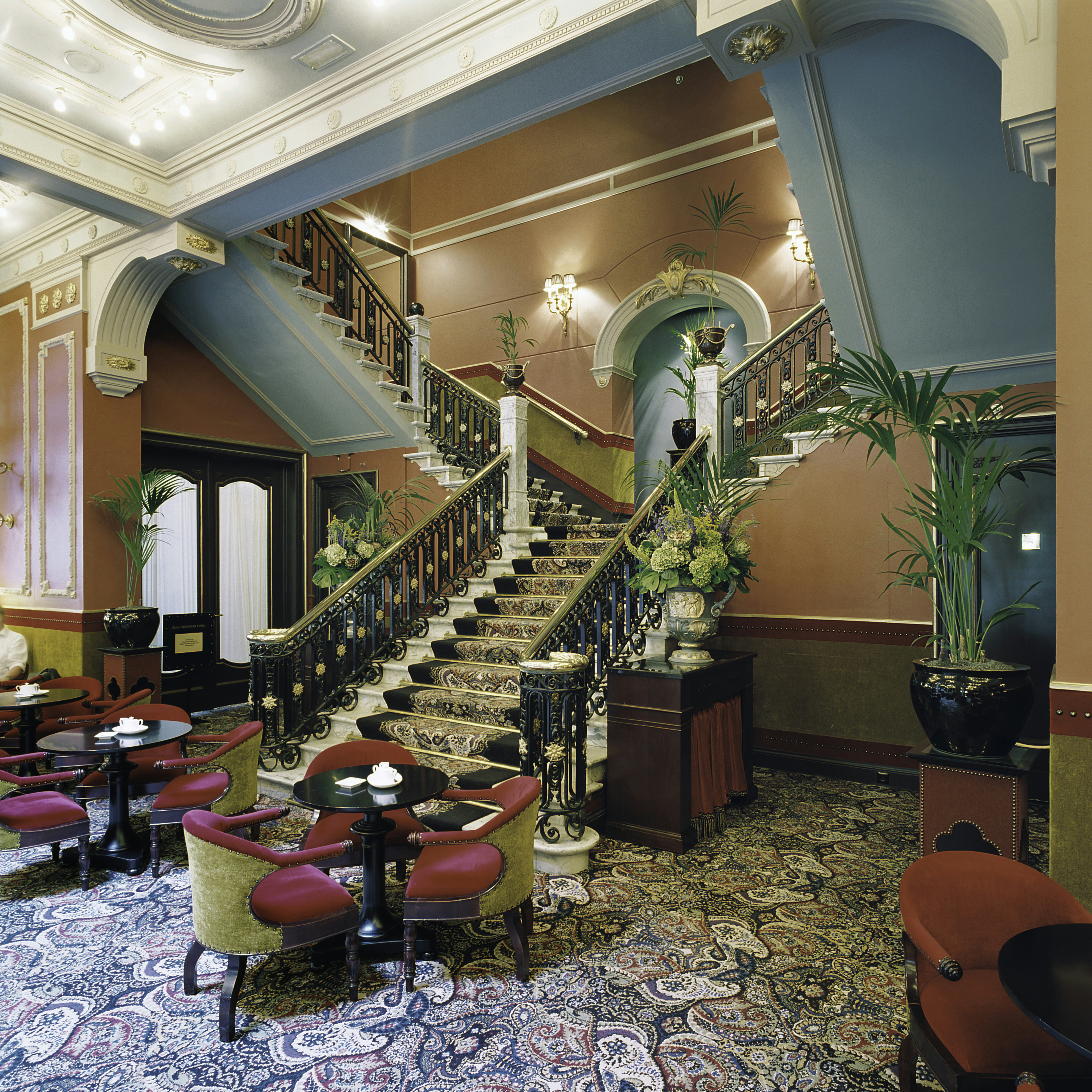
1階階段ホール
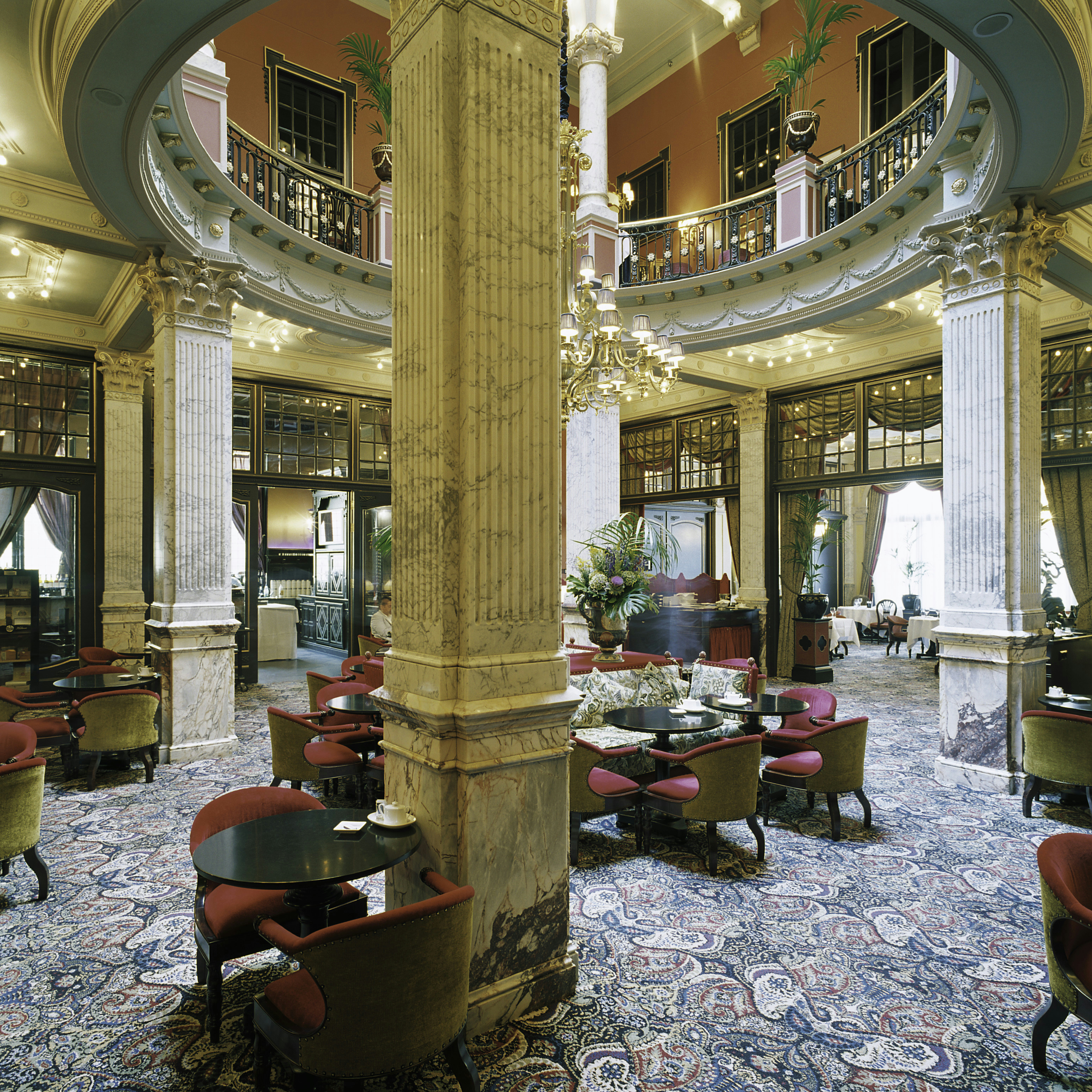
ロビーラウンジ
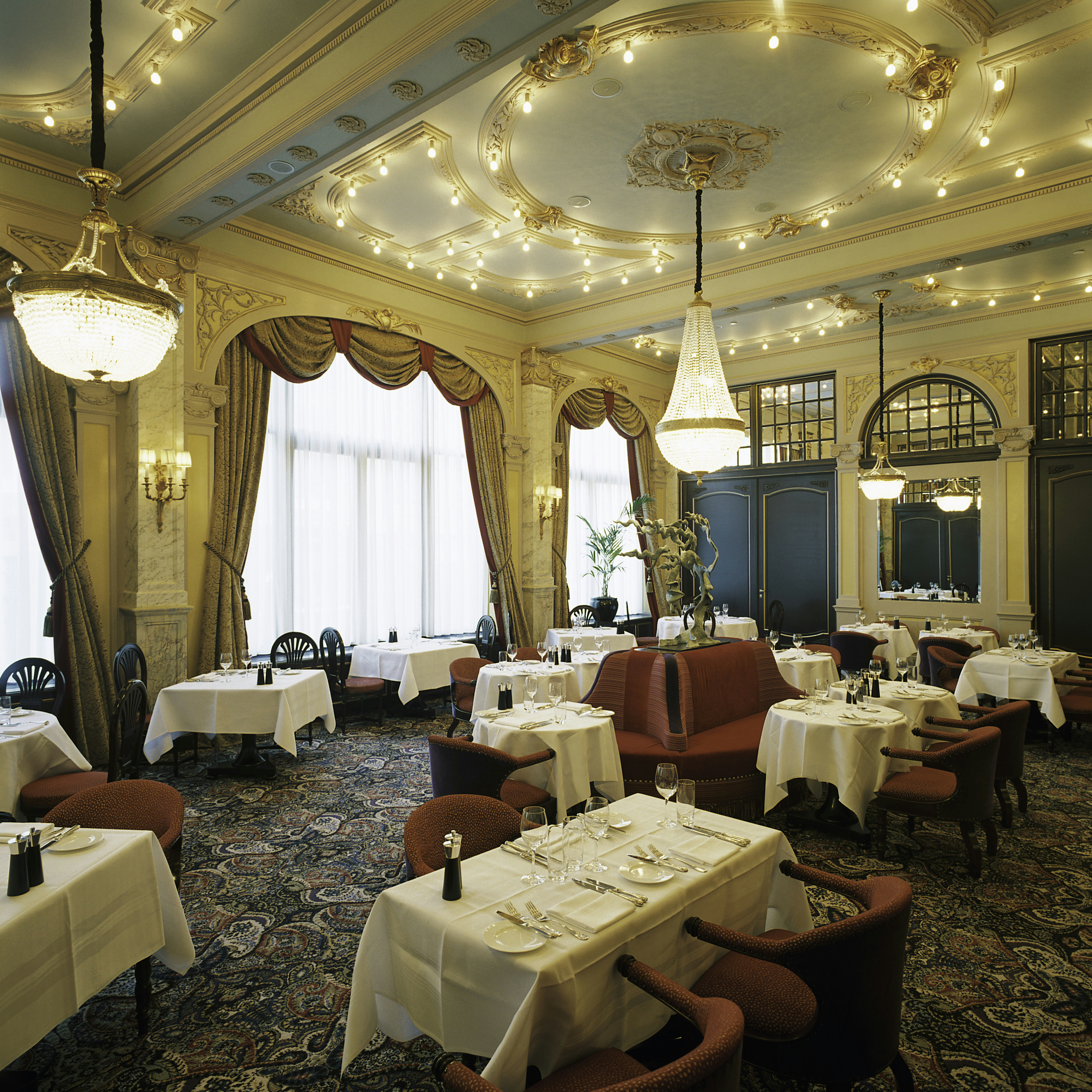
レストラン
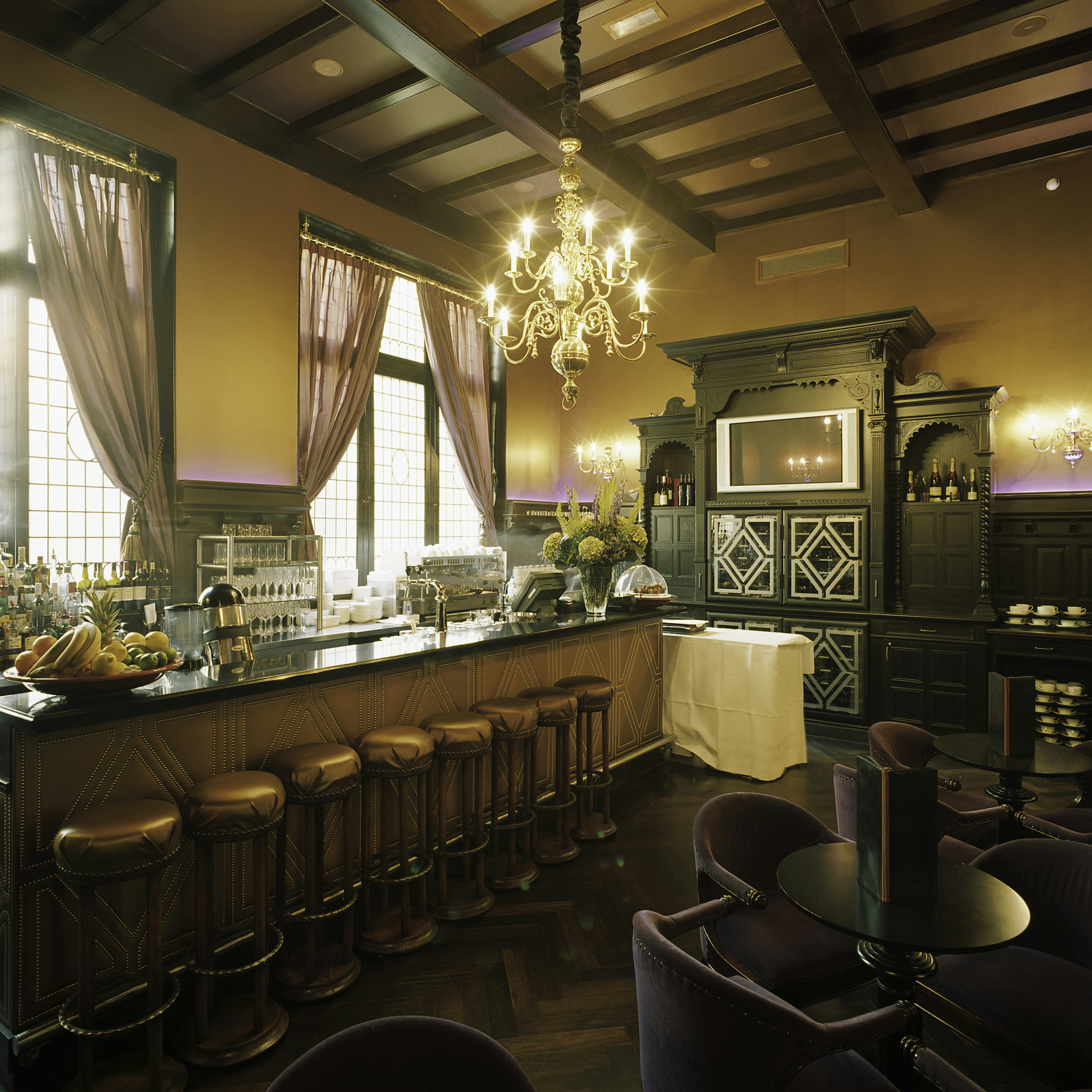
バー